# Atya sulcatipes
Atya sulcatipes är en kräftdjursart som beskrevs av George Newport 1847.
Atya sulcatipes ingår i släktet Atya och familjen Atyidae. Inga underarter finns listade i Catalogue of Life.